# Delfinen
För andra betydelser, se Delfinen (olika betydelser).
Delfinen (Delphinus på latin) är en av de mindre stjärnbilder på norra stjärnhimlen.
Den är en av de 88 moderna stjärnbilderna som erkänns av den Internationella astronomiska unionen.

## Historik
Delfinen var en av de 48 konstellationerna som listades av den grekiske astronomen Ptolemaios i hans samlingsverk Almagest. 

## Mytologi
Det finns flera myter kring denna stjärnbild. Enligt en av dem berättar att stjärnbilden är en av de delfiner som räddade livet på Arion när han kastats i havet och att det var Apollon som gjorde delfinen till stjärnbild. En annan historia berättar om att stjärnbilden föreställer delfinen som räddade Helle, när hon fallit i vattnet, (se Väduren). En annan historia berättar att en delfin letade reda på nereiden Amfitrite, när hon gömde sig för Poseidon, havets gud, och lyckades övertala henne att gifta sig med guden. Som tack för hjälpen gjorde Poseidon delfinen till en stjärnbild.

## Stjärnor

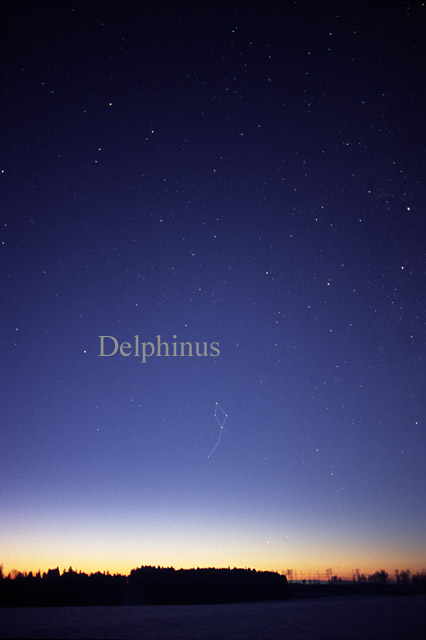
Stjärnbilden Delfinen (Delphinus) som den kan ses med blotta ögat.

Det här är de ljusaste stjärnorna i konstellationen.
- α - Sualocin (Alfa Delphini) är ett stjärnsystem som består av åtminstone sju olika stjärnor. Den har magnitud 3,77.
- β - Rotanev (Beta Delphini) är stjärnbildens ljusstarkaste stjärna, av magnitud 3,6.
  - De båda stjärnorna namngavs första gången i Palermos stjärnkatalog från 1814, utan någon ledtråd till de märkliga namnen. Den brittiske astronomen Thomas Webb la flera årtionden senare märke till att namnen baklänges blev ”Nicolaus Venator”. Det var namnet på den italienske astronomen Giuseppe Piazzis assistent![5]
- γ - Gamma Delphini är en dubbelstjärna där stjärnorna är av magnitud 5,14 och 4,27.
- δ - Delta Delphini har magnitud 4,434.
- ε - Deneb Dulfim (Epsilon Delphini) är en blåvit jätte som varierar något i ljusstyrka, 3,95 – 4,03.
- ρ -Tso Ke (Rho Aquilae) är en stjärna som fram till 1992 tillhörde Örnens stjärnbild, när den fördes till Delfinen. Den är en vit dvärgstjärna i huvudserien med magnitud 4,94.
  - Tso Ke betyder "den vänstra flaggen" på mandarin. Det refererar till en asterism som bildas av Rho Aql och ett antal stjärnor i Skytten. Rho Aql är i asterismen känd som ”den nionde stjärnan i den vänstra flaggan".[3]

## Djuprymdsobjekt

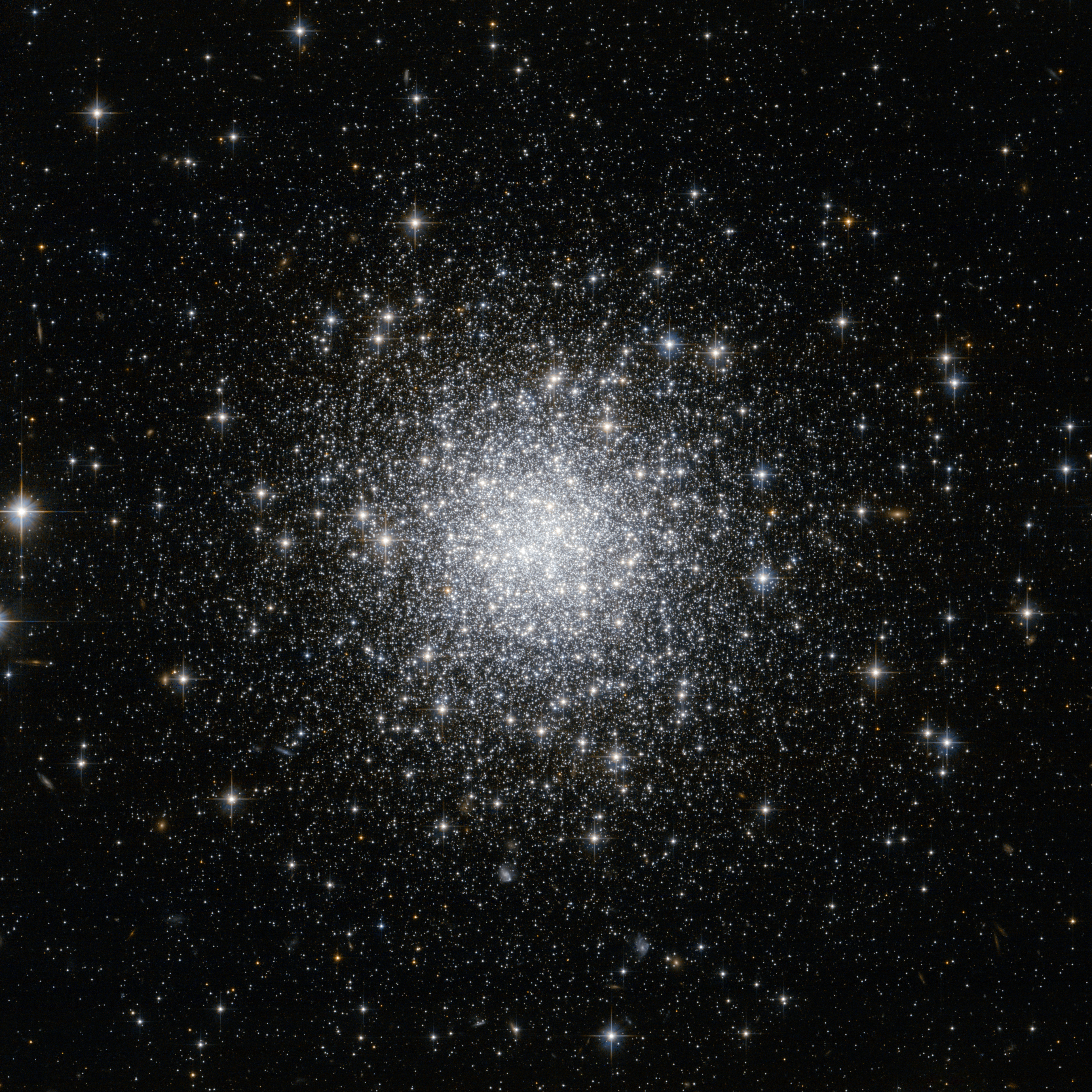
Stjärnhopen NGC 7006 sedd av Hubbleteleskopet.

### Stjärnhopar
- NGC 6934 (Caldwell 47) är en  klotformig stjärnhop[3] av magnitud 8,9.
- NGC 7006 (Caldwell 42) är en annan klotformig stjärnhop av magnitud 10,6 som ligger på ett avstånd av 137 000 ljusår.

### Nebulosor
- NGC 6891 är en liten planetarisk nebulosa av magnitud 10,5.
- NGC 6905 (”Blue Flash Nebula” på engelska på grund av dess starkt blå färg) är en lite större planetarisk nebulosa av magnitud 11,1.

### Novor
- V339 Delphini (Nova Delphini 2013) är en nova som fick sitt utbrott den 14 augusti 2013.[6] Den har nu fått sin variabelbeteckning, V339 Delphini.